# Fernando de Szyszlo

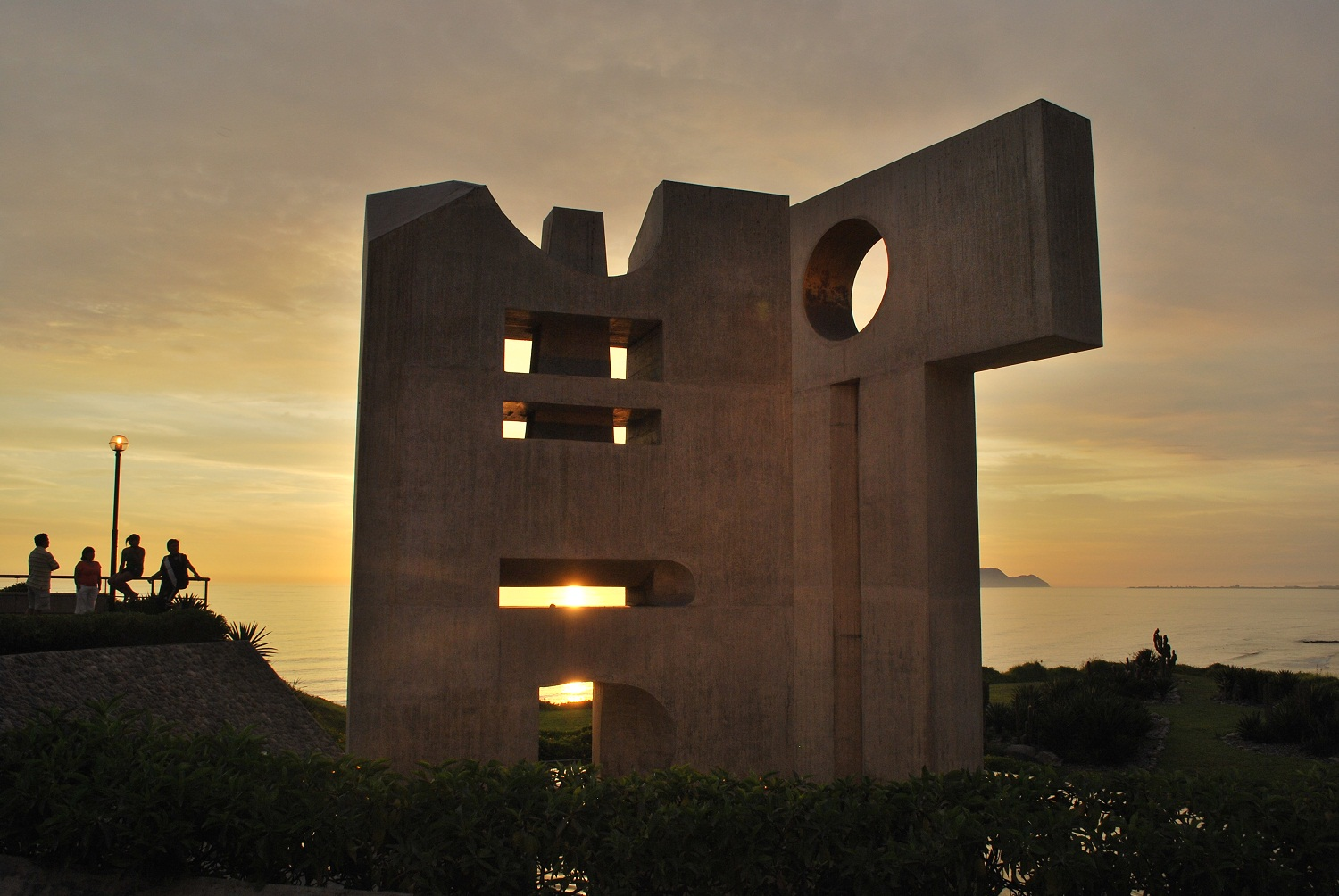
Intihuatana. Obra de Szyszlo.

Abraham Fernando de Szyszlo Valdelomar (Lima, 5 de julio de 1925-Lima, 9 de octubre de 2017) fue un artista plástico peruano conocido principalmente por su trabajo en pintura y escultura. Fue uno de los más destacados artistas de vanguardia del Perú y una figura clave en el desarrollo del arte abstracto en América Latina.

## Biografía
Nació en el distrito limeño de Barranco el 5 de julio de 1925. Hijo de Witold Szyszłło científico, físico y diplomático polaco afincado en el Perú, y de María Valdelomar Pinto, hermana del escritor Abraham Valdelomar. Hermana suya fue Juana de Szyszlo, esposa del diplomático mexicano Alfonso García Robles, premio Nobel de la Paz. Estudió en el Colegio de la Inmaculada y en marzo de 1944 comenzó a estudiar Arquitectura en la Universidad Nacional de Ingeniería, la cual dejaría para seguir su verdadera vocación en la Academia de Artes Plásticas de la Pontificia Universidad Católica del Perú, bajo la tutela del austriaco Adolfo Winternitz.
Su primer trabajo fue una pintura hecha con yeso y su primera exposición tuvo lugar en el Instituto Cultural Peruano Norteamericano, ambos ocurridos en 1947. Viajaría a París al año siguiente y después de cuatro años de estudios, se adhirió al abstraccionismo, estilo que promocionaría en el Perú tras su regreso en 1951. Sería allí donde conocería a los escritores Octavio Paz y André Breton, frecuentando con otros escritores el famoso Café de Flore. Trabajó como subjefe de la sección de Artes Visuales de la Unión Panamericana, y como docente en su álma mater, para pasar después a la Universidad Cornell. También fue conferenciante en la Universidad de Yale en 1965.
Para 1974, se calculaba que tenía más de 1500 obras y en los años 80 fue condecorado con la Orden de las Artes y Letras en el grado de Caballero por la República Francesa (1981), así como por el gobierno chileno, que le impuso la condecoración Bernardo O'Higgins en el grado de Gran Oficial (1987) y en 2011 recibió la máxima condecoración peruana representada en la Orden del Sol en el grado de Gran Cruz. En julio de 2011 se inauguró una amplia retrospectiva de su obra en el Museo de Arte de Lima que duró hasta octubre.
Actualmente sus obras pueden apreciarse en el Museo de las Américas en Washington D. C.; el Museo de Arte Moderno de México; The Guggenheim Museum en Nueva York; Museo de Bellas Artes de Caracas; Museo de Arte de Lima; Museo de Arte Moderno de Río de Janeiro; The National Museum of Contemporary Arte en Seúl; en la Universidad de Essex, entre muchos otros.
De Szyszlo está comprometido con la promoción de las ideas liberales en su país, lo que se concretó en la formación del Movimiento Libertad, que fundó junto a su amigo, el escritor Mario Vargas Llosa. 
En 1947, se casó con la poetisa peruana Blanca Varela, con quien tuvo 2 hijos: Vicente de Szyszlo, reconocido arquitecto, y Lorenzo de Szyszlo, este último fallecido en el accidente aéreo del Vuelo 251 de Faucett Perú ocurrido cerca de Arequipa, en 1996. Tras su divorcio, se volvería a casar con Liliana Yábar.
Es reconocido a nivel mundial por su larga trayectoria en el mundo artístico por ser un buen pintor plástico. Es también reconocido en Perú por algunas de sus obras como Intihuatana, Inkarri, Orrantia, Cámara ritual, Cuarto de paso, Sol negro, Visitante, Waman Wasi, Interiores, entre otros.
Falleció el 9 de octubre de 2017 a los noventa y dos años junto a su esposa Liliana Yábar en un accidente doméstico tras ambos caer por las escaleras de su domicilio en San Isidro.

## Distinciones
- Doctor honoris causa de la Universidad de San Martín de Porres.[7]
- Doctor honoris causa de la Pontificia Universidad Católica del Perú.[7]
- Doctor honoris causa de la Universidad Nacional de Ingeniería.
- Cruz de Caballero de la Orden de las Artes y las Letras del Gobierno de Francia.
- Gran Oficial de la Orden de Bernardo O'Higgins del Gobierno de Chile.
- Caballero de la Orden del Sol del Perú en el grado de Gran Cruz.